# Мессінська протока
Мессінська прото́ка (італ. Stretto di Messina, сиц. Strittu di Missina (стародавнє Сцилла і Харибда) — у Середземному морі, між островом Сицилія і Апеннінським півостровом; ширина 3,3 км; глибина 90 м; змінні течії, до 10 км/год; пороми; порти: Мессіна, Реджо-Калабрія (Італія).
Мессинська протока — протока між східним берегом Сицилії і південним берегом Калабрії. Природні форми берега і скель, а також водоверть у цьому місці пов'язують місцевість з легендою про Скіллу (Сциллу) і Харібду.
Мессина (Сицилія) зв'язана поромною переправою з півостровом з містами Вілла-Сан-Джованні і Реджо в Калабрії.
У 1957 р. 220 кВ лінія була побудована через Мессінську протоку. Її пілони вважаються найвищими у світі. Ця лінія електропередач була замінена на підводний кабель, але пілони були збережені і є місцевою визначною пам'яткою.